# 4225 Хобарт
4225 Хобарт (енгл. 4225 Hobart), ранији назив 1989 BN, је астероид главног астероидног појаса са средњом удаљеношћу од Сунца која износи 2,241 астрономских јединица (АЈ).
Апсолутна магнитуда астероида је 12,9.